# سایمون برایانت (بازیکن فوتبال)
سایمون برایانت (انگلیسی: Simon Bryant؛ زادهٔ ۲۲ نوامبر ۱۹۸۲) بازیکن فوتبال اهل بریتانیا است.
از باشگاه‌هایی که در آن بازی کرده‌است می‌توان به باشگاه فوتبال بریستول راورز، باشگاه فوتبال تیورتون تاون، باشگاه فوتبال لانگول گرین اسپورتس، و باشگاه فوتبال فارست گرین راورز اشاره کرد.